# Mo landskommun, Bohuslän
För andra landskommuner med detta namn, se Mo landskommun.
Mo landskommun var en tidigare kommun i dåvarande Göteborgs och Bohus län.

## Administrativ historik
Den bildades 1863 av Mo socken i Bullarens härad i Bohuslän genom 1862 års kommunalförordningar.
Vid kommunreformen 1952 bildade den tillsammans med Naverstads landskommun den nya storkommunen Bullaren.
1971 blev området en del av den då nybildade Tanums kommun.

## Politik

### Mandatfördelning i valen 1938-1946
| 6 | 14 |

| 20 |

| 20 |

| 19 |

| 2 | 13 | 5 |

| 18 |